# Жук Сергій Володимирович
Сергі́й Володи́мирович Жу́к — полковник Збройних Сил України, учасник російсько-української війни.

## Нагороди
- Хрест бойових заслуг (31 жовтня 2023) — за особисту мужність, виявлену у захисті державного суверенітету та територіальної цілісності України, самовіддане виконання військового обов'язку[1];
- Орден Богдана Хмельницького I ст. (21 березня 2023) — особисту мужність і самовіддані дії, виявлені у захисті державного суверенітету та територіальної цілісності України, вірність військовій присязі[2];
- Орден Богдана Хмельницького II ст. (12 березня 2022) — за особисту мужність і самовіддані дії, виявлені у захисті державного суверенітету та територіальної цілісності України, вірність військовій присязі;
- Орден Богдана Хмельницького III ст. (2 грудня 2016) — за особистий внесок у зміцнення обороноздатності Української держави, мужність, самовідданість і високий професіоналізм, виявлені під час виконання військового обов'язку, та з нагоди Дня Збройних Сил України[3];
- Орден Данила Галицького (6 грудня 2024) — за особисту мужність, виявлену у захисті державного суверенітету та територіальної цілісності України, самовіддане виконання військового обов'язку[4];
- Медаль «Захиснику Вітчизни» (3 листопада 2020) — за особисту мужність, виявлену під час бойових дій, зразкове виконання військового обов'язку та високий професіоналізм[5]